# Santa María del Monte, Mexiko
Santa María del Monte är en ort i Mexiko.   Den ligger i kommunen Zinacantepec och delstaten Mexiko, i den sydöstra delen av landet, 70 km väster om huvudstaden Mexico City. Santa María del Monte ligger 2 930 meter över havet och antalet invånare är 5 299.
Terrängen runt Santa María del Monte är huvudsakligen kuperad, men österut är den platt. Runt Santa María del Monte är det tätbefolkat, med 493 invånare per kvadratkilometer. Närmaste större samhälle är Toluca, 17,8 km öster om Santa María del Monte. Trakten runt Santa María del Monte består till största delen av jordbruksmark.